# تياغو كويرينو
تياغو كويرينو (بالبرتغالية: Thiago Quirino da Silva‏) (4 يناير 1985 في بيلو هوريزونتي في البرازيل – )؛ هو لاعب كرة قدم كان يلعب كمهاجم.

## وصلات خارجية
- تياغو كويرينو على موقع رابطة كرة القدم اليابانية للمحترفين (اليابانية)
- تياغو كويرينو على موقع دوري كوريا الجنوبية (الإنجليزية)
- تياغو كويرينو على موقع قاعدة بيانات كرة القدم.إي يو (الإنجليزية)
- تياغو كويرينو على موقع Soccerway.com (الإنجليزية)
- تياغو كويرينو على موقع عالم كرة القدم.نت (الإنجليزية)